# Defensor fidei
Defensor fidei (Defensor de la fe) és un títol Llatí, en anglès s'empra la forma Defender of the Faith mentre que en francès s'empra Défenseur de la Foi. El títol és emprat en la denominació formal i completa de molts monarques des de primers del segle xvi.

## Monarques anglesos

### Història
Defender of the Faith és un dels títols subsidiaris dels monarques anglesos, posteriorment, britànics i de la Commonwealth.
El 24 de novembre de 1521 el papa Lleó X atorgà el títol Defensor Fidei al rei Enric VIII d'Anglaterra en reconeixement de la defensa de la fe feta en el llibre Assertio Septem Sacramentorum (Defensa dels Set Sagraments) per part d'Enric, on defensava la natura sacramental del matrimoni i la supremacia del papa. El llibre era conegut també com l'Afirmació Enriquicia i es veia com a oposició important als primers estadis de la Reforma Protestant, especialment a les idees de Martí Luter.
Posteriorment a la decisió d'Enric VIII de trencar amb Roma el 1530 i establir-se com cap de l'Església anglicana, el títol era revocat pel papa Pau III (ja que l'actuació d'Enric es considerava com a atac contra la fe) i Enric VIII fou excomunicat. Tanmateix, el 1544, el Parlament d'Anglaterra conferia el títol de Defender of the Faith a Eduard VI. El títol tenia una connotació contrària a l'original, atorgat pel papa, doncs la defensa de la fe s'esdevenia en defensa de la fe en contra el catolicisme.
Així des d'Eduard VI els seus successors han esdevingut defensors de la fe Anglicana romanen com a Governadors Suprems (formalment per sobre de l'arquebisbe de Canterbury com a primat). (Amb l'excepció de la renegada catòlica Maria Tudor) 
Durant El Protectorat (1653-59), els caps republicans de l'estat Oliver Cromwell i Richard Cromwell, més alineats amb el protestantisme que la monarquia, tot i reclamar sanció divina, no adoptaven el títol de Defensor de la Fe. Aquest seria reintroduït després de la restauració de la monarquia i roman en ús actualment.

### ús Modern
Com a reina del Regne Unit, Elisabet II és intitulada com: «Elisabet la segona, per la Gràcia de Déu, del Regne Unit de Gran Bretanya i Irlanda del Nord i dels seus altres reialmes i territoris, cap de la Commonwealth, defensora de la fe".
El títol Defensor de la Fe reflecteix la posició del sobirà com el governador suprem de l'Església d'Anglaterra, essent així, formalment, superior a l'arquebisbe de Canterbury.
La frase llatina original -Defensor Fidei- es troba en totes les Monedes britàniques actuals amb l'abreviatura, F D o Fid Def. Aquesta referència s'afegia a les monedes britàniques el 1714, durant el regnat del Rei Jordi I.
En la majoria dels reialmes de la Commonwealth no es fa referència a aquest títol, mentre que es manté l'inicial dei gratia (D.G.). Amb l'excepció del Canadà i Nova Zelanda.

## Ús en la llengua francesa

### Haití
L'any 1811, quan s'autoproclama rei, Henri I d'Haití s'atorga el títol, Défenseur de la Foi, i l'incorporava al seu llarg i pompós tractament protocol·lari, que es tradueix de l'original francès com: Per la gràcia de Déu i el dret constitucional de l'estat, rei d'Haití, sobirà de Tortuga, Gonâve i altres Illes adjacents, destructor de tirania, regenerator i benefactor de la Nació d'Haitiana, creador de les seves institucions morals, polítiques i marcials, primer monarca coronat del Món Nou, defensor de la fe, fundador de l'Ordre reial i militar de sant Enric.

### Canadà
Avui, la variant francesa s'utilitza com a part de la versió oficial del tractament protocol·lari del monarca al Canadà (" …par la Grâce de Dieu, Reine du Royaume-Uni, du Canadà et de ses autres Royaumes et Territoires, Chef Du Commonwealth, Défenseur de la Foi " - principalment utilitzat a la província de francofona de Quebec).